# Перевал Венюкова
Перевал Венюкова — горный перевал через хребет, проходящий между долинами рек Павловка и Зеркальная в Приморском крае. Самый низкий перевал в горной системе Сихотэ-Алиня. Перевал назван В. К. Арсеньевым в ходе экспедиции 1906 года в честь Михаила Ивановича Венюкова — военного географа, в 1858 году впервые пересёкшего Центральный Сихотэ-Алинь и давшего его описание.

## Общая характеристика
Находится на 282-м км автодороги 05Н-100 Осиновка — Рудная Пристань, в Кавалеровском районе. Высота над уровнем моря всего 405 м. Относительное превышение также невелико, а с запада перевал ещё и очень полог. Благодаря тому, что к перевалу близко подходят доступные для батов и оморочек реки Павловка (Ли-Фудзин) и Зеркальная (Тадуши), перевал был удобным путём для местных народностей из западных районов Приморья к побережью. Через перевал пролегала вьючная тропа, а впоследствии и автодорога, связывающая восточные районы приморья с Владивостоком и станциями Транссиба. В эпоху позднего СССР существовали планы продления железнодорожных путей из Новочугуевки через перевал Венюкова в Зеркальное и далее в Рудную Пристань.
В настоящее время через перевал проходит двухрядное асфальтированное шоссе без серпантинов. На самом перевале имеется расширение для стоянки большегрузных автомобилей. Напротив, у обочины, располагается обелиск в память известным исследователям Дальнего Востока, прошедшим этот перевал: Михаилу Ивановичу Венюкову (1858 г.), Николаю Михайловичу Пржевальскому (1867 г.) и Владимиру Кладиевичу Арсеньеву (1906 г.).

На перевале находится памятник археологии федерального значения эпохи средневековья — Венюковское городище (период государства Бохай).